# أنقولية مسودة
أنقولية مسودة (الاسم العلمي: Aquilegia nigricans) هي نوع من النباتات تتبع جنس الأنقولية من الفصيلة الحوذانية.